# Moisés Moleiro
Moisés Rafael Moleiro Camero (Caracas, 2 de septiembre de 1937-ibídem, 16 de febrero de 2002) fue un filósofo, historiador, político, profesor universitario y guerrillero venezolano. Diputado del Congreso de la República y líder del Movimiento de Izquierda Revolucionaria.

## Biografía

### Familia
Su padres fueron el músico Moisés Moleiro y Carmen Camero. Se casó con Olga Dugarte, con quien tuvo dos hijos: Federico y Alonso. Sus hermanos son los músicos Federico y Carmen Moleiro (madre del barítono Gaspar Colón).

### Educación
Estudió en los liceos Aplicación y Andrés Bello, en este último se graduó de bachiller. Se inscribe en la carrera de Derecho de la Universidad Central de Venezuela, la cual dejó inconclusa para incursionar en la lucha armada. Tras abandonar la lucha armada se graduó en Filosofía como summa cum laude en la anterior casa de estudios.
Impartió clases de Filosofía e Historia en las escuelas de Economía y Sociología de la UCV.

### Vida política
Comenzó su vida política a los 13 años de edad dentro del movimiento estudiantil liceísta de la época. Perteneció al partido socialdemócrata Acción Democrática, del cual fue expulsado tras un conflicto entre parte de la juventud adeca contra Rómulo Betancourt. De esta ruptura surge el Movimiento de Izquierda Revolucionaria (MIR). En 1963 una vez iniciada la lucha armada, el MIR funda el Frente Ezequiel Zamora de las FALN del cual Moleiro sería comandante junto con Alfredo Maneiro, Américo Martín y Fernando Soto Rojas. También fue comandante del Frente Antonio José de Sucre. Participó en el frustrado desembarco de Machurucuto de 1967.
Con la llegada al poder de Rafael Caldera en 1969, Moleiro adhiere a la política de pacificación de este participando legalmente en el MIR como su secretario general. Rivalizó con el Movimiento al Socialismo, pero más tarde se une a este partido por poco tiempo debido a incompatibilidad ideológica en diversos aspectos. Fue profundo crítico de Hugo Chávez así como de la principal dirigencia opositora del momento.

### Muerte
Moisés Moleiro falleció el 16 de febrero de 2002 en la ciudad de Caracas.

## Obras
Entre sus obras están:
- Las máscaras de la democracia
- El partido del pueblo
- Proceso a la izquierda
- El socialismo ha muerto ¡viva el socialismo!
- La izquierda superada
- El ocaso de una esperanza
- El poder y el sueño